# Matatiele
Matatiele (officieel Matatiele Local Municipality) is een stad en gemeente in het Zuid-Afrikaanse district Alfred Nzo. Matatiele ligt in de provincie Oost-Kaap en telt 203.843 inwoners.

## Hoofdplaatsen
Het nationaal instituut voor de statistiek, Stats SA, deelt sinds de census 2011 deze gemeente in in 288 zogenaamde hoofdplaatsen (main place):
Afzondering • Andris • Batsoarele • Belford • Bethel • Bethesda • Black Diamond • Bovini • Caba • Cedarville • Cibini • Colana • Collingwood • Dengwane • Dresini • Dumasini • eDrayini • eDresini • Emaromeni • Ematshanganeni • eMaxesibeni • eNyanisweni • Epiphany • Esehlabeni • Etheldale • eZipamprini • Fatima • Felleng • Fobane • Gobizela • Gobizembe • Good Hope • Goxa • Goxe • Gudlintaba • Gugwini • Gxenilikulu • Hadiaho • Haisaka • Ha-Majono • Ha-Masupha • Ha-Moeketsi • Ha-Mohapi • Hardenburg • Hasetati • Ha-Tlakanelo • Hebron • Hillside • Hlahlweni • Hotolo • Jabavu • Jabulani • Kabaka • Kgubetsoana • Khashole • Khoapa • Khohlong • Khohlweni • Khwarai • Koaring • Komkulu • KwaBubesi • KwaDane • Kwahlomendlwini • KwaKeswa • KwaLunda • KwaLupindo • KwaMagadla • KwaManzi • KwaMatias • KwaMbobo • KwaMbombo • KwaMgubo • KwaMshudu • KwaMvemve • Kwangwe • KwaNkau • KwaQili • KwaSikulumi • KwaVikinduku • KwaZicwalile • KweQana • Lehata • Lekgalong • Lekhalaneng • Lekhalong • Letlapeng • Lihetlane • Likamoreng • Likhohlong • Lubaleko • Lufefeni • Lugada • Lukholweni • Lunda • Luqaqeni • Luxeni • Mabula • Machekong • Machi • Madimong • Madimonga • Madlangeni • Maduna • Mafa's Halt • Mafube Mission • Magayazidlele • Magema • Mageme • Maguzen • Magxeni A • Magxeni B • Mahaleng • Mahangu A • Mahangu B • Mahareng • Mahlake • Mahlobathini • Maholoholo • Makhoaseng • Makhoba • Makholweni • Makomereng • Maloseni • Maloto • Malubalube • Maluti • Maluti Part 2 • Mampola • Manase • Manderstone • Mandileni • Mangoloaneni • Mangolong • Mapateng • Mapfontein • Maphakatlaling • Mapheelle • Maphokweni • Mapoleni • Mapoleseng • Maqhatseni • Maranjana • Mariazell Mission • Marulule • Masakala • Masimangweni • Matafeni • Matandela • Matati • Matatiele • Matatiele NU • Mateleng • Matewu • Matiase • Matima • Matiyase • Matolweni A • Matolweni B • Matshona • Mavundleni • Mbizeni A • Mbizeni B • Mdeni • Mehloloaneng • Menyane • Meriting • Mfolozi • Mguba • Mgungundlovu • Mgxojeni • Mjikelweni • Mjoja • Mkhalatye • Mkhuhlane • Mkimane • Mkomthi • Mnceba • Mngeni • Mnqayi • Mnyamaneni • Mochadeng • Moeaneng • Mogogwe • Molosong • Monkhankhaneng • Moqhobi • Moralakeng • Mosana • Mosta • Moyeni A • Moyeni B • Mpharane • Mphotshongo • Mtshatshaneni • Mtumasi • Mvenyane • Mzongwana • Nchodo • Ncome • New House • New Nkosana • Newlands • Newrest • Ngqumane • Ngwenwane • Nkasela • Nkaus • Nkaweni • Nkawulweni A • Nkawulweni B • Nkosana • Nkungwini A • Nkungwini B • Nkupelweni • Nquthu • Ntabatsewu • Ntola • Outspan • Paballong • Pamlaville • Pehong • Pepela • Phuthing A • Phuthing B • Phuthing C • Polile • Polokong • Pontseng A • Pontseng B • Popopo • Pote • Potlo • Protea • Punguleweni • Qalabeni • Qhitsi • Qhobosheaneng • Ramohlakoana • Rifantsu • Santini • Santombe • Sekhutlong • Semonkong • Seqhobong • Shenxe • Siberia • Sibi • Sijoka • Sikhetlane • Sikhewini • Siphepheto • Siphola • Sithiweni • Skepaneng • Small Location • Sokwane • Songonyane • Sprinkaan • St Paul • Tereseng • Thaba Chicha • Thabeng • Thahathala • Thamsanga • Tholang • Tiping • Tsekong • Tsepisong • Tshisa • Tsikarong • Tsita • Tsitsa-Mvula • Tsitsong • Tutaneng • Tyiweni • Upper Mvenyane • Upper Rolweni • Vermiljoenskuil • Wilfried Baur • Zazulwana • Zimokolweni • Zimpofu A • Zimpofu B • Zincuka • Zinyosini • Zitapile • Zwelitsha.